# Rijksweg 38

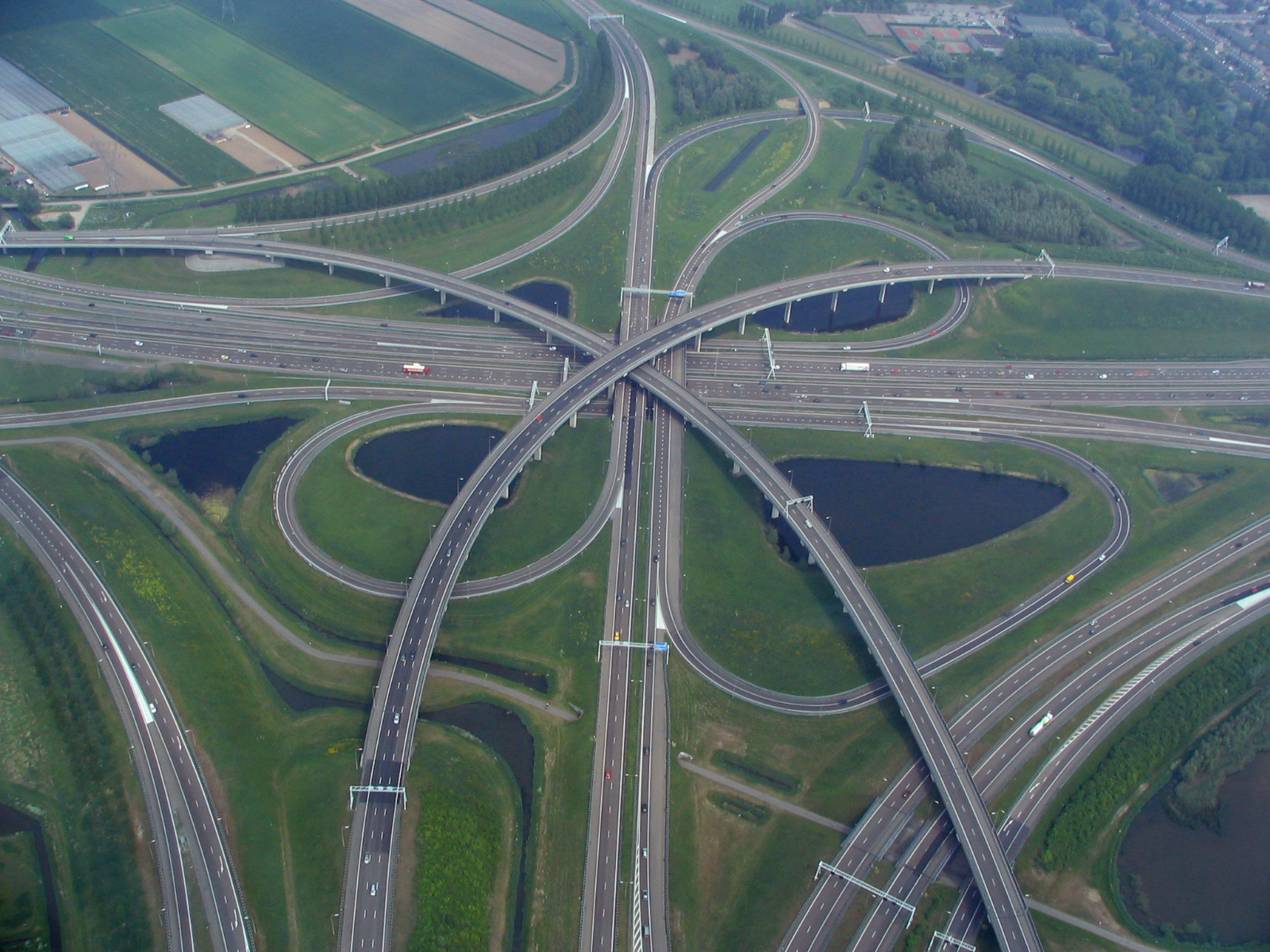
Knooppunt Ridderkerk

Die Autobahn (Rijksweg) A38 beginnt nordöstlich der Gemeinde Ridderkerk und führt in Richtung Süden bis zum Knotenpunkt Ridderkerk, wo die Autobahn 15 und 16 gekreuzt werden. Die Autobahn hat eine Länge von knapp 1.500 Metern und ist damit die kürzeste der ganzen Niederlande.
Die A38 besitzt keine Ausfahrten zwischen ihrem Beginn und dem Ende am Knooppunt Ridderkerk. Da es sich hierbei eher um einen Zubringer handelt als um eine Autobahn, finden sich auch nirgendwo an der Strecke Schilder, die auf die Bezeichnung A38 hinweisen. Den Namen erhielt die Autobahn einzig aus administrativen Gründen.